# Condado de Greenbrier
El condado de Greenbrier (en inglés: Greenbrier County), fundado en 1782, es uno de los 55 condados del estado estadounidense de Virginia Occidental. En el año 2000 tenía una población de 34.453 habitantes con una densidad poblacional de 13 personas por km². La sede del condado es Lewisburg.

## Geografía
Según la Oficina del Censo, el condado tiene un área total de 2652 km² (1023,9 mi²), de la cual 2644 km² (1020,8 mi²) es tierra y 8 km² (3,1 mi²) (0.31%) es agua.

### Condados adyacentes
- Condado de Webster - norte
- Condado de Bath - este
- Condado de Alleghany - sureste
- Condado de Monroe - sur
- Condado de Fayette - oeste
- Condado de Nicholas - noroeste
- Condado de Pocahontas - noreste
- Condado de Summers - suroeste

### Carreteras
- Interestatal 64
- U.S. Highway 60
- U.S. Highway 219
- Ruta de Virginia Occidental 12
- Ruta de Virginia Occidental 20
- Ruta de Virginia Occidental 39
- Ruta de Virginia Occidental 55
- Ruta de Virginia Occidental 63
- Ruta de Virginia Occidental 92

## Demografía
En el 2000 la renta per cápita promedia del condado era de $26,927, y el ingreso promedio para una familia era de $33,292. En 2000 los hombres tenían un ingreso per cápita de $26,157 versus $19,620 para las mujeres. El ingreso per cápita para el condado era de $16,247. Alrededor del 18.20% de la población estaba bajo el umbral de pobreza nacional.